# 順義駅 (北京地下鉄)
座標: 北緯40度7分43.83秒 東経116度39分03.21秒 / 北緯40.1288417度 東経116.6508917度
順義駅（じゅんぎえき）とは中華人民共和国北京市順義区に位置する北京地下鉄15号線の駅である。

## 歴史
- 2010年7月14日 - 建設中の駅に於いて浸水事故が発生し、2人が死亡、8人が怪我をし、146万元の損失を出した。[3][4]
- 2011年12月31日 - 開業。

## 駅構造

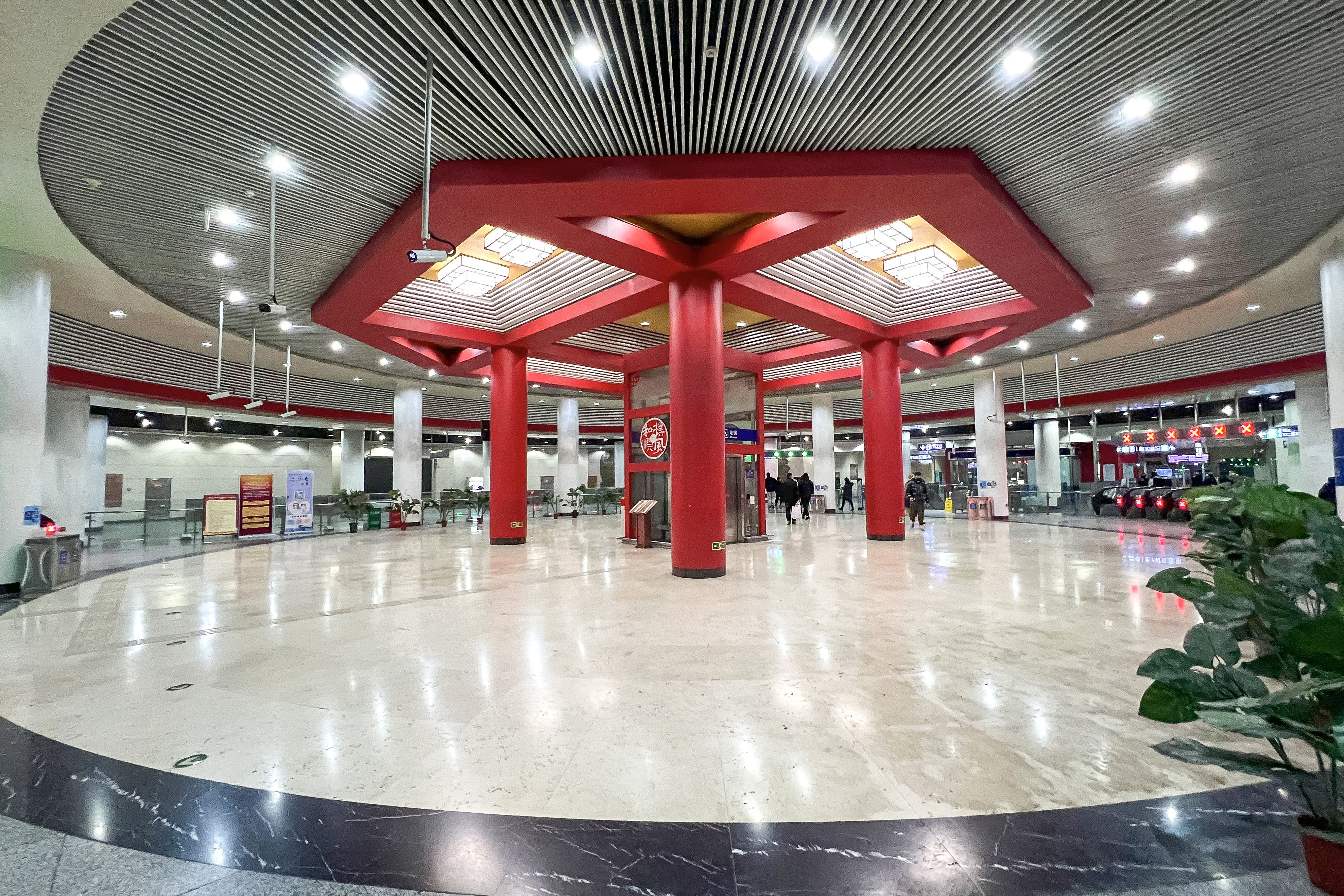
コンコース

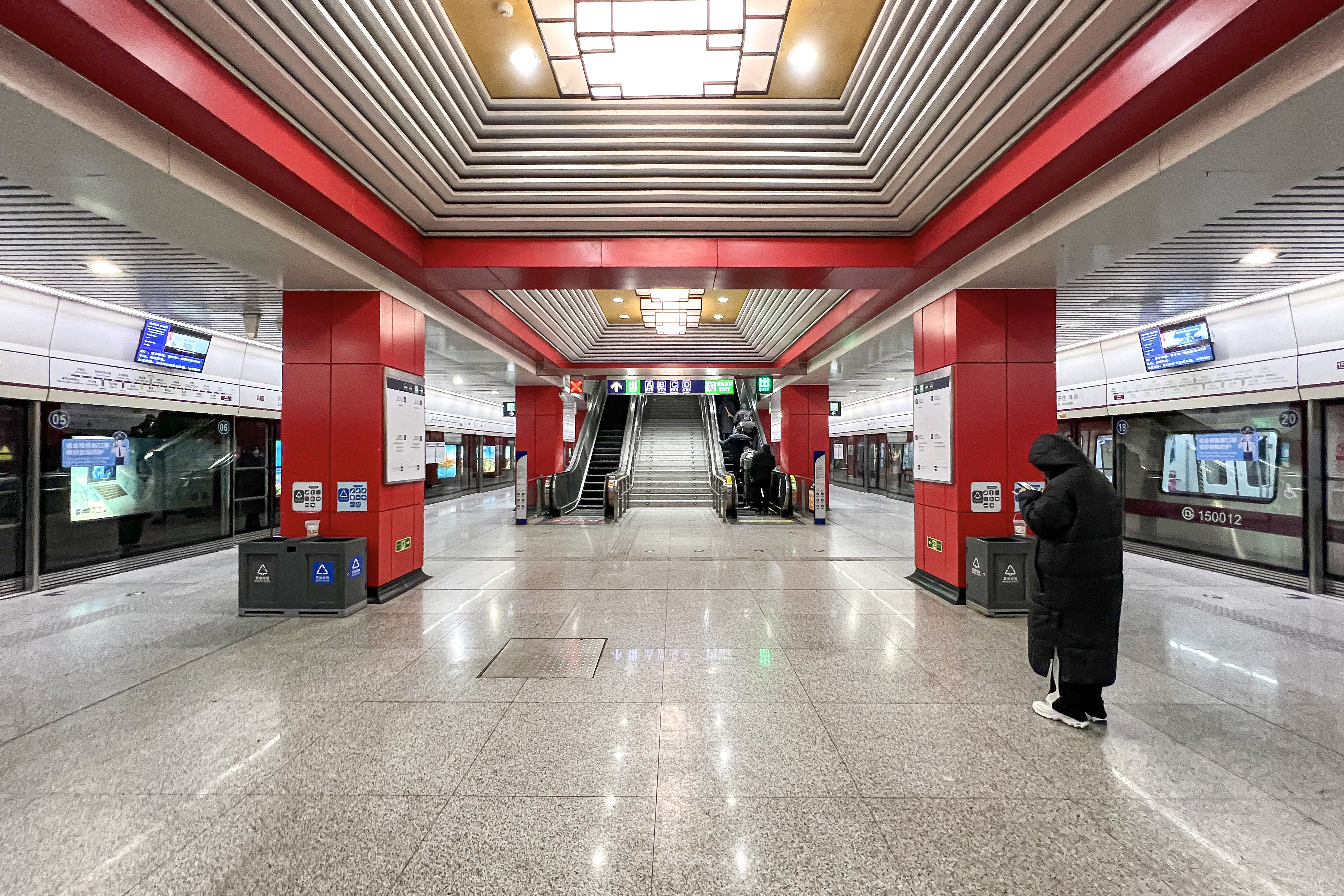
ホーム

島式ホーム1面2線を有する地下駅である。改札口が地下1階、ホームが地下2階にあるが、地下3階には南北方向のホームが存在している。

## 駅周辺
- CR京承線順義駅（中国語版） - 隣の石門駅からの方が近い

## 隣の駅
北京地下鉄
■15号線
石門駅 - 順義駅 - 俸伯駅